# Premi Emmy 2013

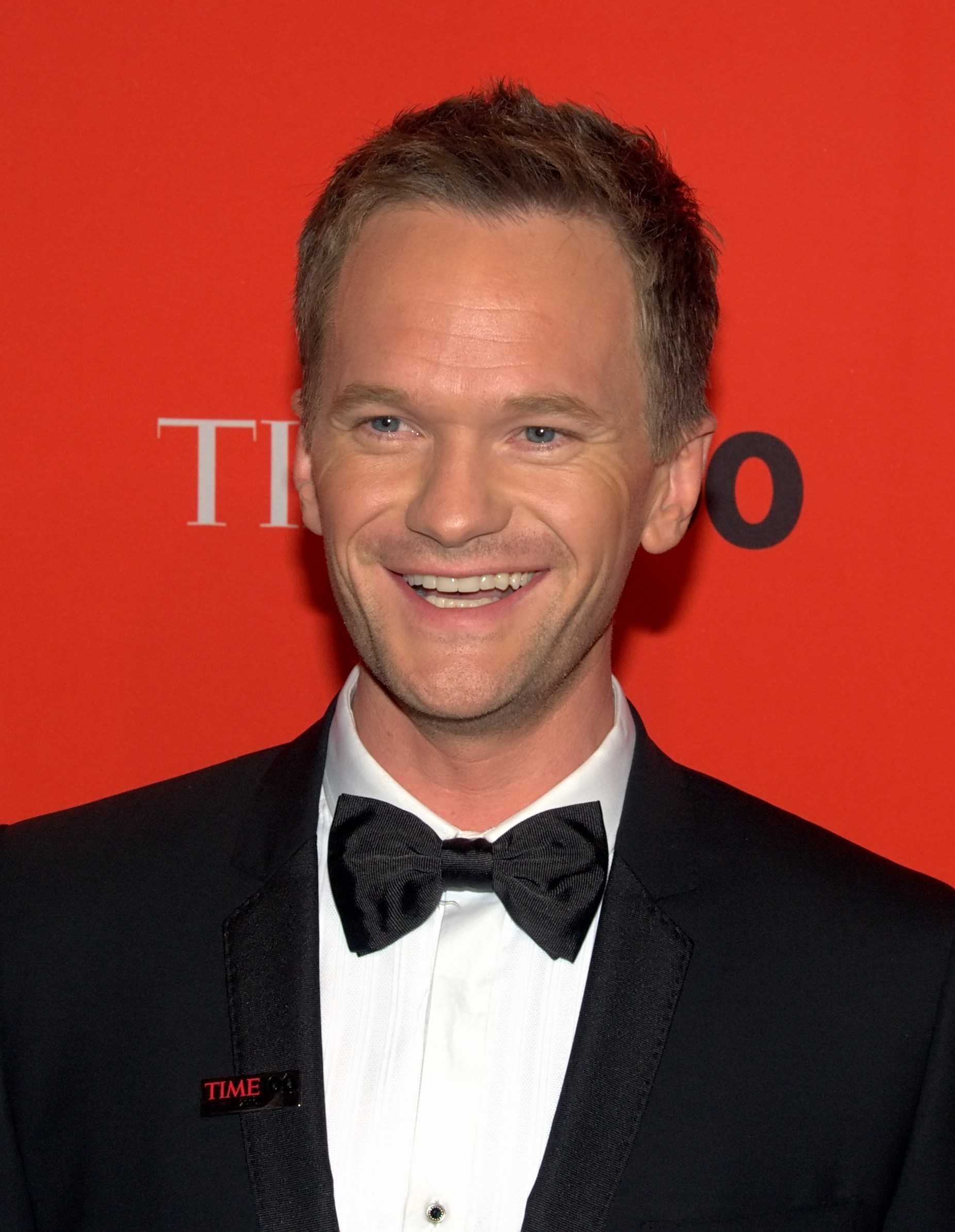
Neil Patrick Harris ha presentato la 65ª edizione dei Primetime Emmy Awards

La cerimonia della 65ª edizione dei Primetime Emmy Awards (65th Primetime Emmy Awards) si è tenuta al Nokia Theatre di Hollywood, a Los Angeles, il 22 settembre 2013.
La cerimonia fu presentata da Neil Patrick Harris, alla sua seconda esperienza, e trasmessa in diretta televisiva dal network CBS.
Le candidature erano state annunciate da Aaron Paul e Neil Patrick Harris al Leonard H. Goldenson Theatre di North Hollywood, a Los Angeles, il 18 luglio 2013.

## Cerimonia
Durante il monologo di apertura, Harris fu raggiunto sul palcoscenico dai precedenti conduttori della cerimonia Jimmy Kimmel, Jane Lynch, Jimmy Fallon e Conan O'Brien, per poi essere interrotto da un intervento tra il pubblico di Kevin Spacey che ricalca il suo personaggio nella serie House of Cards. La conduzione di Harris incluse uno sketch con il cast di How I Met Your Mother e l'esecuzione di un numero musicale curato dai coreografi nominati nella relativa categoria; tale numero omaggiò le serie Mad Men, Game of Thrones, American Horror Story e Breaking Bad, concludendosi con la partecipazione di Nathan Fillion e Sarah Silverman.
Gli artisti saliti sul palcoscenico per annunciare i vincitori furono, in ordine di apparizione:
- Tina Fey e Amy Poehler
- Malin Åkerman e LL Cool J
- Emily Deschanel e Zooey Deschanel
- Alec Baldwin e Jon Hamm
- Melissa Leo, introdotta da Will Arnett e Margo Martindale
- Jimmy Kimmel e Sofía Vergara
- Matt Damon e Michael Douglas
- Connie Britton e Blair Underwood
- Stephen Amell e Mindy Kaling
- Diahann Carroll e Kerry Washington
- Julianna Margulies e Dylan McDermott
- Jimmy Fallon
- Dan Bucatinsky e Carrie Preston, introdotti da Emilia Clarke e Dean Norris
- Bob Newhart e Jim Parsons
- Tim Gunn e Heidi Klum
- Alyson Hannigan e Cobie Smulders
- Anna Faris e Allison Janney
- Andre Braugher e Mark Harmon
- Bryan Cranston e Claire Danes
- Will Ferrell

Durante la cerimonia Don Cheadle ricordò alcuni eventi televisivi di cui ricorreva il 50º anniversario, del 1963, anno in cui i notiziari televisivi statunitensi, i quali per la prima volta iniziarono a raggiungere un pubblico maggiore della carta stampata, raddoppiarono la precedente durata di 15 minuti, mentre veniva introdotto l'utilizzo del telecomando. Tra gli eventi ricordati da Cheadle, la copertura televisiva statunitense dell'assassinio di John Fitzgerald Kennedy e l'esibizione dei Beatles al The Ed Sullivan Show del febbraio 1964, omaggiata anche da Carrie Underwood, la quale si esibì con il brano Yesterday. In precedenza, Elton John aveva avuto occasione si eseguire il brano Home Again, in ricordo di Liberace.
Oltre alla tradizione parte In Memoriam, la quale ricorda gli artisti deceduti nell'anno precedente la cerimonia, introdotta da Bruce Rosenblum e Kaley Cuoco, particolare tributo fu dedicato a Jonathan Winters, Jean Stapleton, Cory Monteith, Gary David Goldberg e James Gandolfini, omaggiati rispettivamente da Robin Williams, Rob Reiner, Jane Lynch, Michael J. Fox e Edie Falco.
Il film per la televisione Dietro i candelabri fu il programma televisivo più premiato, con undici premi su quindici candidature complessive. Breaking Bad fu riconosciuta per la prima volta come miglior serie drammatica, mentre Modern Family per il quarto anno consecutivo risultò la miglior serie commedia.
Per quanto riguarda le candidature, annunciate il 18 luglio 2013, per il secondo anno consecutivo American Horror Story risultò il programma televisivo più nominato, con diciassette candidature, seguito da Il Trono di Spade e dal film Dietro i candelabri. Tra le serie commedia, invece, fu 30 Rock la fiction a raccogliere più candidature, tredici.
Per la prima volta vennero candidate serie televisive distribuite esclusivamente online; i programmi della piattaforma Netflix ottennero 14 candidature, nove delle quali raccolte da House of Cards. Per quanto riguarda le reti televisive, i programmi trasmessi dalla HBO ottennero complessivamente 108 candidature, quelli della CBS e della NBC 53, quelli della ABC 45, Showtime 31, AMC e FX 26, PBS 25, Fox 19.

## Primetime Emmy Awards
Segue l'elenco delle categorie premiate durante la cerimonia del 22 settembre con i rispettivi candidati. I vincitori sono evidenziati in grassetto in cima all'elenco di ciascuna categoria.

### Programmi televisivi

#### Miglior serie TV drammatica
- Breaking Bad (Breaking Bad)
  - Downton Abbey
  - Homeland - Caccia alla spia (Homeland)
  - House of Cards
  - Mad Men
  - Il Trono di Spade (Game of Thrones)

#### Miglior serie TV commedia
- Modern Family
  - 30 Rock
  - The Big Bang Theory
  - Girls
  - Louie
  - Veep - Vicepresidente incompetente (Veep)

#### Miglior miniserie o film TV
- Dietro i candelabri (Behind the Candelabra)
  - American Horror Story: Asylum
  - La Bibbia (The Bible)
  - Phil Spector
  - Political Animals
  - Top of the Lake

#### Miglior reality competitivo
- The Voice
  - The Amazing Race
  - Dancing with the Stars
  - Project Runway
  - So You Think You Can Dance
  - Top Chef

#### Miglior programma varietà
- The Colbert Report
  - The Daily Show with Jon Stewart
  - Jimmy Kimmel Live!
  - Late Night with Jimmy Fallon
  - Real Time with Bill Maher
  - Saturday Night Live

### Recitazione

#### Miglior attore in una serie TV drammatica
- Jeff Daniels, per aver interpretato Will McAvoy in The Newsroom
  - Hugh Bonneville, per aver interpretato Robert Crawley in Downton Abbey
  - Bryan Cranston, per aver interpretato Walter White in Breaking Bad
  - Jon Hamm, per aver interpretato Don Draper in Mad Men
  - Damian Lewis, per aver interpretato Nicholas Brody in Homeland - Caccia alla spia
  - Kevin Spacey, per aver interpretato Frank Underwood in House of Cards

#### Miglior attrice in una serie TV drammatica
- Claire Danes, per aver interpretato Carrie Mathison in Homeland - Caccia alla spia
  - Connie Britton, per aver interpretato Rayna James in Nashville
  - Michelle Dockery, per aver interpretato Lady Mary Crawley in Downton Abbey
  - Vera Farmiga, per aver interpretato Norma Bates in Bates Motel
  - Elisabeth Moss, per aver interpretato Peggy Olson in Mad Men
  - Kerry Washington, per aver interpretato Olivia Pope in Scandal
  - Robin Wright, per aver interpretato Claire Underwood in House of Cards

#### Miglior attore in una serie TV commedia

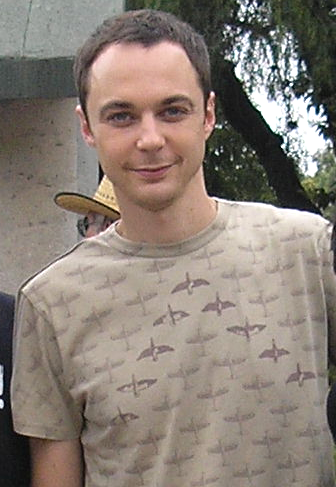
Jim Parsons, miglior attore in una serie TV commedia

- Jim Parsons, per aver interpretato Sheldon Cooper in The Big Bang Theory
  - Alec Baldwin, per aver interpretato Jack Donaghy in 30 Rock
  - Jason Bateman, per aver interpretato Michael Bluth in Arrested Development - Ti presento i miei (Arrested Development)
  - Don Cheadle, per aver interpretato Marty Kaan in House of Lies
  - Louis C.K., per aver interpretato se stesso in Louie
  - Matt LeBlanc, per aver interpretato se stesso in Episodes

#### Miglior attrice in una serie TV commedia
- Julia Louis-Dreyfus, per aver interpretato Selina Meyer in Veep
  - Laura Dern, per aver interpretato Amy in Enlightened
  - Lena Dunham, per aver interpretato Hannah Horvath in Girls
  - Edie Falco, per aver interpretato Jackie Peyton in Nurse Jackie - Terapia d'urto (Nurse Jackie)
  - Tina Fey, per aver interpretato Liz Lemon in 30 Rock
  - Amy Poehler, per aver interpretato Leslie Knope in Parks and Recreation

#### Miglior attore in una miniserie o film TV
- Michael Douglas, per aver interpretato Liberace in Dietro i candelabri (Behind the Candelabra)
  - Benedict Cumberbatch, per aver interpretato Christopher Tietjens in Parade's End
  - Matt Damon, per aver interpretato Scott Thorson in Dietro i candelabri (Behind the Candelabra)
  - Toby Jones, per aver interpretato Alfred Hitchcock in The Girl - La diva di Hitchcock
  - Al Pacino, per aver interpretato Phil Spector in Phil Spector

#### Miglior attrice in una miniserie o film TV
- Laura Linney, per aver interpretato Cathy Jamison in The Big C: Hereafter
  - Jessica Lange, per aver interpretato Jude Martin in American Horror Story: Asylum
  - Helen Mirren, per aver interpretato Linda Kenney-Baden in Phil Spector
  - Elisabeth Moss, per aver interpretato Robin in Top of the Lake
  - Sigourney Weaver, per aver interpretato Elaine Barrish Hammond in Political Animals

#### Miglior attore non protagonista in una serie TV drammatica
- Bobby Cannavale, per aver interpretato Gyp Rosetti in Boardwalk Empire - L'impero del crimine
  - Jonathan Banks, per aver interpretato Mike Ehrmantraut in Breaking Bad
  - Jim Carter, per aver interpretato Mr. Carson in Downton Abbey
  - Peter Dinklage, per aver interpretato Tyrion Lannister ne Il Trono di Spade
  - Mandy Patinkin, per aver interpretato Saul Berenson in Homeland - Caccia alla spia
  - Aaron Paul, per aver interpretato Jesse Pinkman in Breaking Bad

#### Miglior attrice non protagonista in una serie TV drammatica

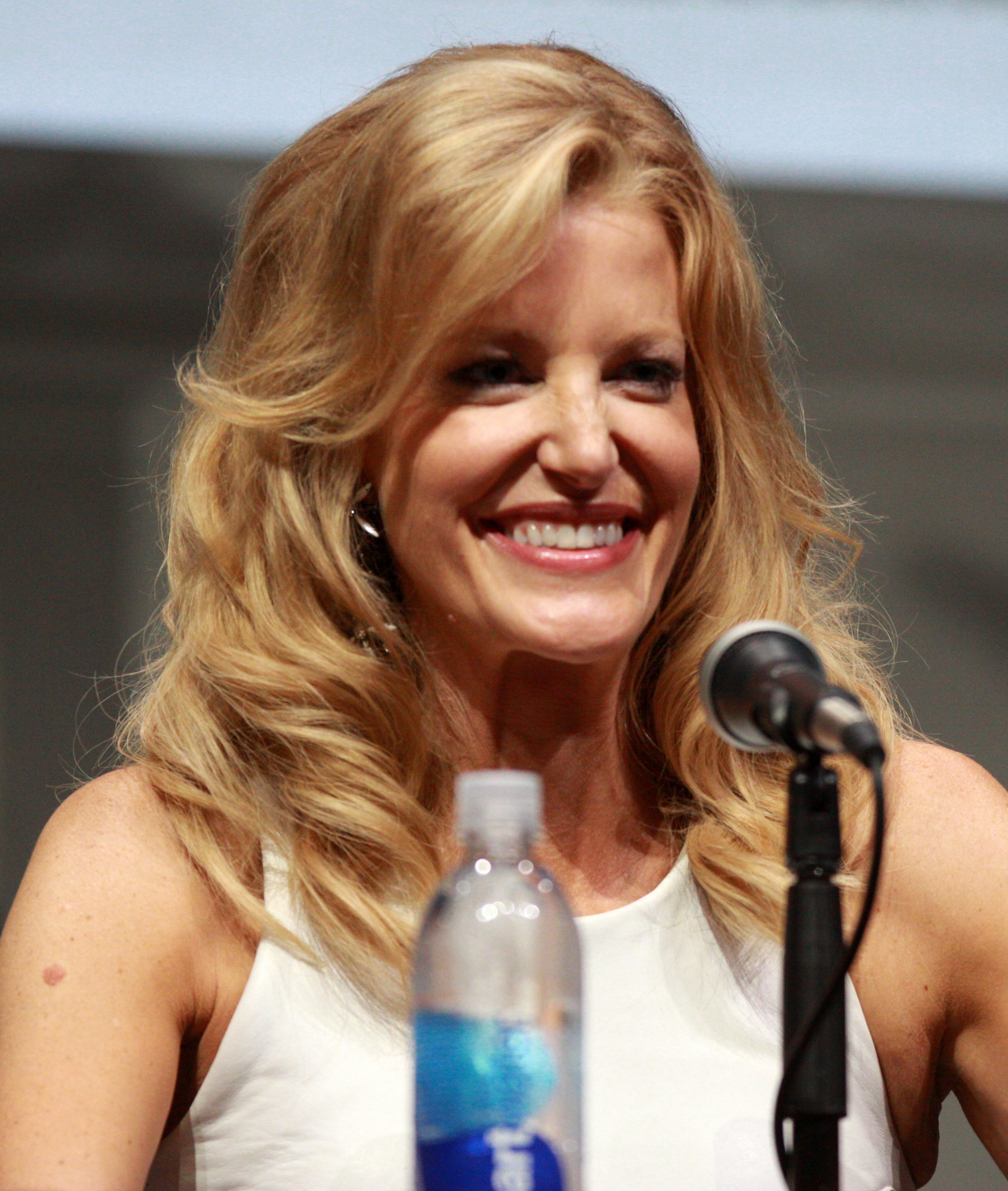
Anna Gunn, miglior attrice non protagonista in una serie TV drammatica

- Anna Gunn, per aver interpretato Skyler White in Breaking Bad
  - Morena Baccarin, per aver interpretato Jessica Brody in Homeland - Caccia alla spia
  - Christine Baranski, per aver interpretato Diane Lockhart in The Good Wife
  - Emilia Clarke, per aver interpretato Daenerys Targaryen ne Il Trono di Spade
  - Christina Hendricks, per aver interpretato Joan Harris in Mad Men
  - Maggie Smith, per aver interpretato Violet Crawley in Downton Abbey

#### Miglior attore non protagonista in una serie TV commedia
- Tony Hale, per aver interpretato Gary Walsh in Veep
  - Ty Burrell, per aver interpretato Phil Dunphy in Modern Family
  - Adam Driver, per aver interpretato Adam Sackler in Girls
  - Jesse Tyler Ferguson, per aver interpretato Mitchell Pritchett in Modern Family
  - Bill Hader, per aver interpretato vari personaggi al Saturday Night Live
  - Ed O'Neill, per aver interpretato Jay Pritchett in Modern Family

#### Miglior attrice non protagonista in una serie TV commedia
- Merritt Wever, per aver interpretato Zoey Barkow in Nurse Jackie - Terapia d'urto
  - Mayim Bialik, per aver interpretato Amy Farrah Fowler in The Big Bang Theory
  - Julie Bowen, per aver interpretato Claire Dunphy in Modern Family
  - Anna Chlumsky, per aver interpretato Amy Brookheimer in Veep
  - Jane Krakowski, per aver interpretato Jenna Maroney in 30 Rock
  - Jane Lynch, per aver interpretato Sue Sylvester in Glee
  - Sofía Vergara, per aver interpretato Gloria Pritchett in Modern Family

#### Miglior attore non protagonista in una miniserie o film TV

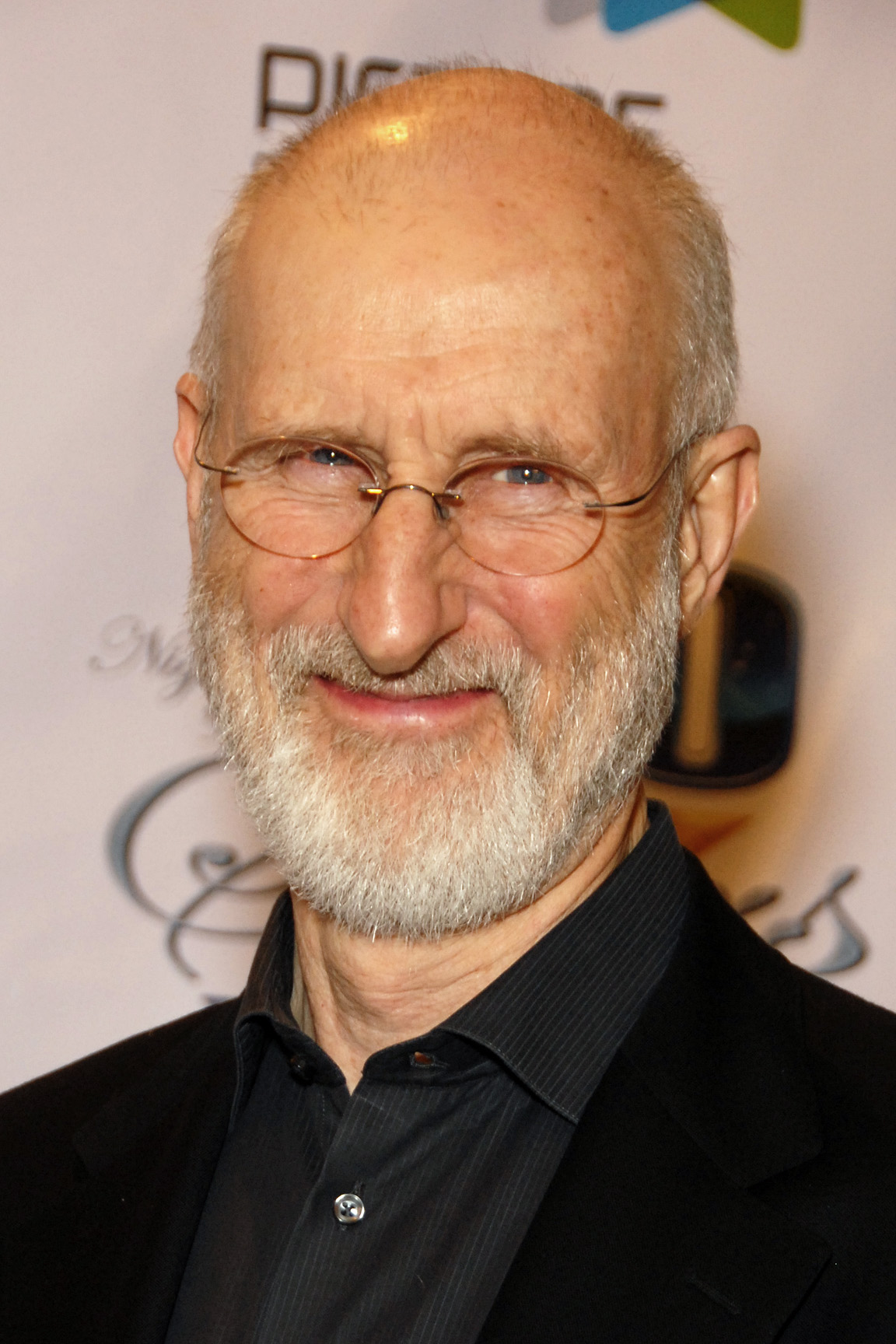
James Cromwell, miglior attore non protagonista in una miniserie o film

- James Cromwell, per aver interpretato Arthur Arden in American Horror Story: Asylum
  - John Benjamin Hickey, per aver interpretato Sean in The Big C: Hereafter
  - Scott Bakula, per aver interpretato Bob Black in Dietro i candelabri (Behind the Candelabra)
  - Peter Mullan, per aver interpretato Matt in Top of the Lake
  - Zachary Quinto, per aver interpretato Oliver Thredson in American Horror Story: Asylum

#### Miglior attrice non protagonista in una miniserie o film TV
- Ellen Burstyn, per aver interpretato Margaret Barrish Worthington in Political Animals
  - Sarah Paulson, per aver interpretato Lana Winters in American Horror Story: Asylum
  - Charlotte Rampling, per aver interpretato Sally Gilmartin in Restless
  - Imelda Staunton, per aver interpretato Alma Hitchcock in The Girl - La diva di Hitchcock
  - Alfre Woodard, per aver interpretato Ouiser in Steel Magnolias

### Regia

#### Miglior regia per una serie TV drammatica
- David Fincher, per l'episodio pilota di House of Cards
  - Lesli Linka Glatter, per l'episodio L'interrogatorio di Homeland - Caccia alla spia
  - Michelle MacLaren, per l'episodio Volare alto di Breaking Bad
  - Tim Van Patten, per l'episodio Margate Sands di Boardwalk Empire - L'impero del crimine
  - Jeremy Webb, per l'episodio 3x04 di Downton Abbey

#### Miglior regia per una serie TV commedia
- Gail Mancuso, per l'episodio L'arresto di Modern Family
  - Paris Barclay, per l'episodio Una vera diva di  Glee
  - Louis C.K., per l'episodio New Year's Eve di Louie
  - Lena Dunham, per l'episodio Un momento difficile di  Girls
  - Beth McCarthy-Miller, per l'episodio Hugcock! di 30 Rock

#### Miglior regia per un film, miniserie o speciale drammatico

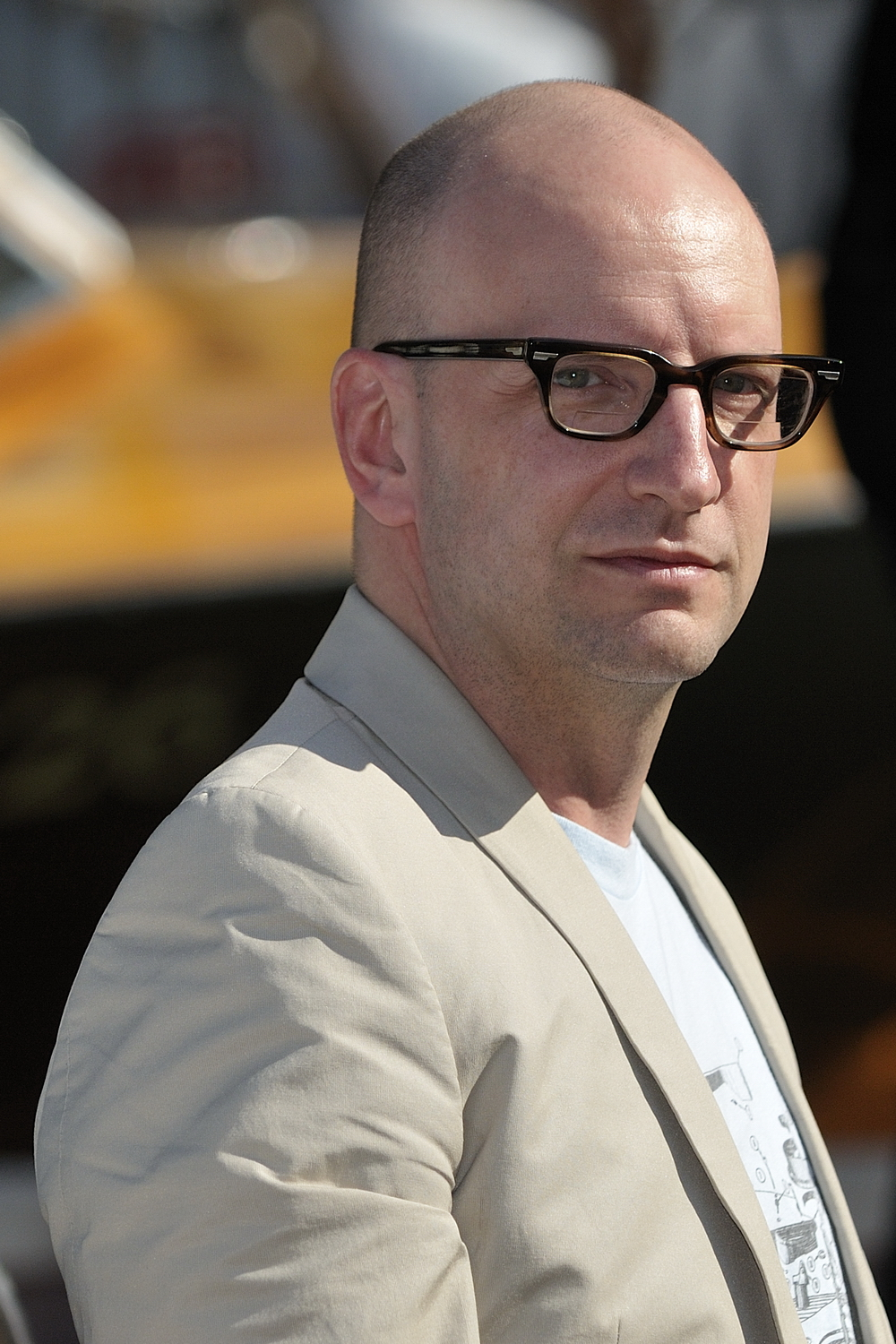
Steven Soderbergh, regista di Behind the Candelabra

- Steven Soderbergh, per il film TV Behind the Candelabra
  - Allison Anders, per il film TV Ring of Fire
  - Jane Campion e Garth Davis, per la miniserie Top of the Lake
  - Julian Jarrold, per il film TV The Girl - La diva di Hitchcock
  - David Mamet, per il film TV Phil Spector

#### Miglior regia per un programma varietà
- Don Roy King, per la puntata con Justin Timberlake del Saturday Night Live
  - James Hoskinson, per la puntata 8x131 di The Colbert Report
  - Chuck O'Neil, per la puntata 17x153 di The Daily Show with Jon Stewart
  - Andy Fisher, per la puntata numero 1.810 di Jimmy Kimmel Live!
  - Jerry Foley, per la puntata numero 3.749 di Late Show with David Letterman
  - Jonathan Krisel, per l'episodio Alexandra di Portlandia

### Sceneggiatura

#### Miglior sceneggiatura per una serie TV drammatica
- Henry Bromell, per l'episodio L'interrogatorio di Homeland - Caccia alla spia
  - David Benioff e D.B. Weiss, per l'episodio Le piogge di Castamere de Il Trono di Spade
  - Julian Fellowes, per l'episodio 3x04 di Downton Abbey
  - George Mastras, per l'episodio Rapina al treno di Breaking Bad
  - Thomas Schnauz, per l'episodio Di' il mio nome di Breaking Bad

#### Miglior sceneggiatura per una serie TV commedia
- Tina Fey e Tracey Wigfield, per l'episodio Last Lunch di 30 Rock
  - Jack Burditt e Robert Carlock, per l'episodio Hugcock! di 30 Rock
  - David Crane e Jeffrey Klarik, per l'episodio 2x09 di Episodes
  - Louis C.K. e Pamela Adlon, per l'episodio Daddy's Girlfriend di Louie
  - Greg Daniels, per l'episodio Finale di The Office

#### Miglior sceneggiatura per un film, miniserie o speciale drammatico
- Abi Morgan, per la miniserie The Hour
  - Jane Campion e Gerard Lee, per la miniserie Top of the Lake
  - Richard LaGravenese, per il film TV Dietro i candelabri (Behind the Candelabra)
  - David Mamet, per il film TV Phil Spector
  - Tom Stoppard, per la miniserie Parade's End

#### Miglior sceneggiatura per un programma varietà
- Autori di The Colbert Report
  - Autori di The Daily Show with Jon Stewart
  - Autori di Jimmy Kimmel Live!
  - Autori di Real Time with Bill Maher
  - Autori del Saturday Night Live

### Coreografia

#### Miglior coreografia
- Derek Hough, per le esibizioni Hey Pachuco, Para Los Rumberos e Walking on Air in Dancing with the Stars
  - Derek Hough e Allison Holker, per le esibizioni Heart Cry e Stars in Dancing with the Stars
  - Warren Carlyle, per Rodgers & Hammerstein's Carousel (Live from Lincoln Center)
  - Sonya Tayeh, per le esibizioni Possibly Maybe, Turning Page e Sail in So You Think You Can Dance
  - Mandy Jo Moore, per le esibizioni The Power of Love e Wild Horses in So You Think You Can Dance
  - Napoleon Dumo e Tabitha Dumo, per le esibizioni Call of the Wild (Circle of Life), Love Cats e Beautiful People in So You Think You Can Dance
  - Travis Wall, per le esibizioni Where the Light Gets In, Without You e Unchained Melody in So You Think You Can Dance